# Umbo (arme)

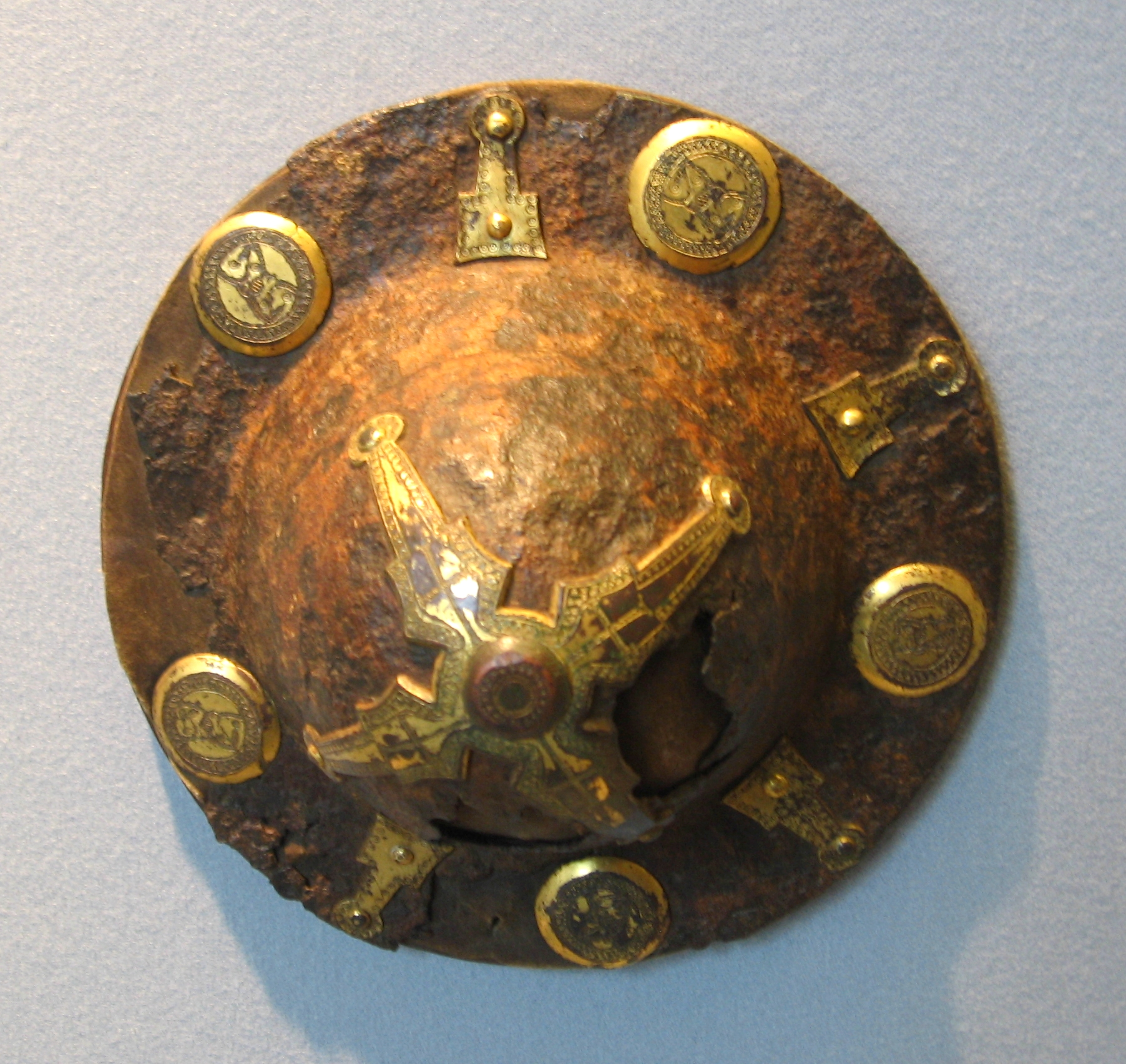
Umbo de bouclier lombard du nord de l'Italie, VIIe siècle (Metropolitan Museum of Art)

Pour les articles homonymes, voir Umbo.
L'umbo (ou parfois en français ombon) est une pièce bombée ou conique en fer ou bronze se trouvant au milieu d'un bouclier, protégeant la main, permettant de détourner les traits frappant ce point, ou jouant parfois dans la mêlée le rôle d'une arme offensive. Il peut aussi avoir un rôle ornemental. 
Par métonymie, umbo peut désigner le bouclier tout entier.